# Berthold Rein

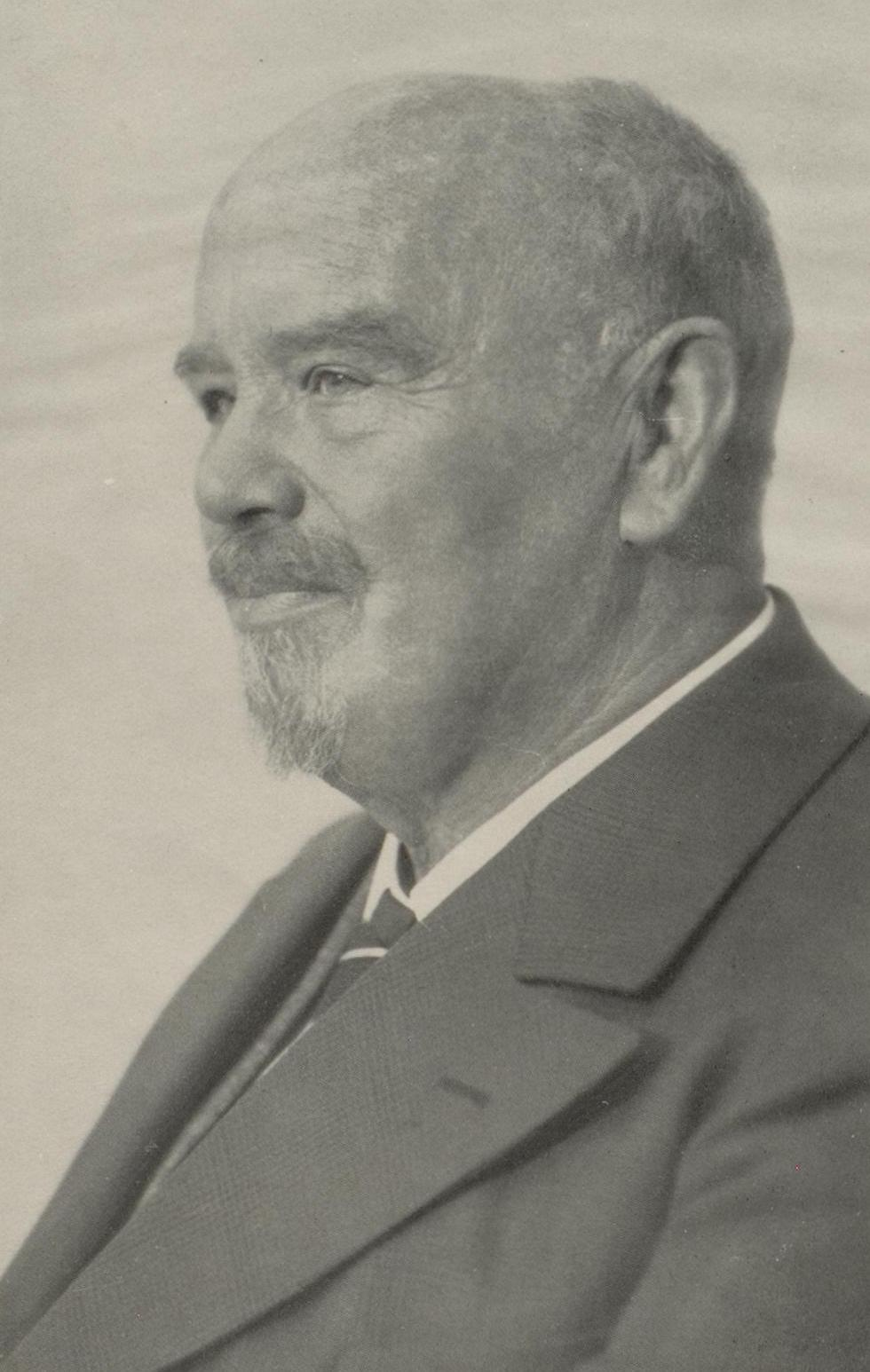
Berthold Rein, um 1935

Berthold Rein (* 17. Dezember 1860 in Schlotheim; † 22. Februar 1943 in Rudolstadt) war ein deutscher Lehrer und Historiker.

## Leben
Rein besuchte das Gymnasium in Rudolstadt. Anschließend machte er eine Lehre an einem Institut für englische Schüler in Heidelberg, bevor er von 1881 bis 1883 das Lehrerseminar in Rudolstadt besuchte und bis 1887 an der Universität Leipzig Philologie, Pädagogik, Philosophie und Geschichte studierte. 1887 wurde er an der Universität Freiburg promoviert und begann, als Lehrer in Rudolstadt zu arbeiten. 1911 wurde Rein Direktor des Rudolstädter Lehrerseminars, diesen Posten bekleidete er bis zu seiner Pensionierung 1924. 
Als Pensionär leitete er von 1924 bis 1940 das Schlossmuseum in Rudolstadt und das Schwarzburger Zeughaus. Rein war Mitglied im Verein für Rudolstädter Geschichte.

## Schriften (Auswahl)
- Der transzendentale Idealismus bei Kant und Schopenhauer. F. Mitzlaff, Rudolstadt 1887 (Dissertation, Freiburg i. Br. 1887).
- Handbuch für den Realienunterricht in den Volksschulen des Fürstentumes Schwarzburg-Rudolstadt. Mitzlaff, Rudolstadt 1893.
- Karoline von Schiller als Lehrerin. Mitzlaff, Rudolstadt 1911.
- Die Brunnen im Volksleben. Piper, München 1912.
- Die Heidecksburg in Rudolstadt. Ein Ableger von Dresdener Barock- und Rokokokunst. Müller, Rudolstadt 1923.
- Die Friedensburg bei Leutenberg. Eine thüringische Grenzfeste und ihre Bewohner. Greifenverlag, Rudolstadt 1925 (Thüringer Heimatbücher; 1).
- Schiller in Rudolstadt. Greifenverlag, Rudolstadt 1925 (Thüringer Heimatbücher; 2).
- Auf der Heidecksburg. Greifenverlag, Rudolstadt 1926 (Thüringer Heimatbücher; 3).
- Heinrich Cotta. In: Thüringer Heimat, Jg. 2 (1926), S. 36–39.
- Die Pörze, aus der Geschichte einer Gaststätte. Mitzlaff, Rudolstadt 1926.
- Burg Greifenstein. Mitzlaff, Rudolstadt 1932.
- In Paulinzelle. Mark, Rudolstadt 1936.